# Hindiyabarrage
De Hindiyabarrage ligt in de Eufraat ten zuiden van de plaats Musayyib in het gouvernement Babil in Irak. De barrage werd ontworpen door de Britse civiel ingenieur William Willcocks nadat de Hillah-arm van de Eufraat verzand was. De bouw van de barrage duurde van 1911 tot 1913.De dam is meer dan 250 m lang. Tussen 1984 en 1989 is enkele km stroomopwaarts een nieuwe dam gebouwd ter vervanging van de Hindiyabarrage.

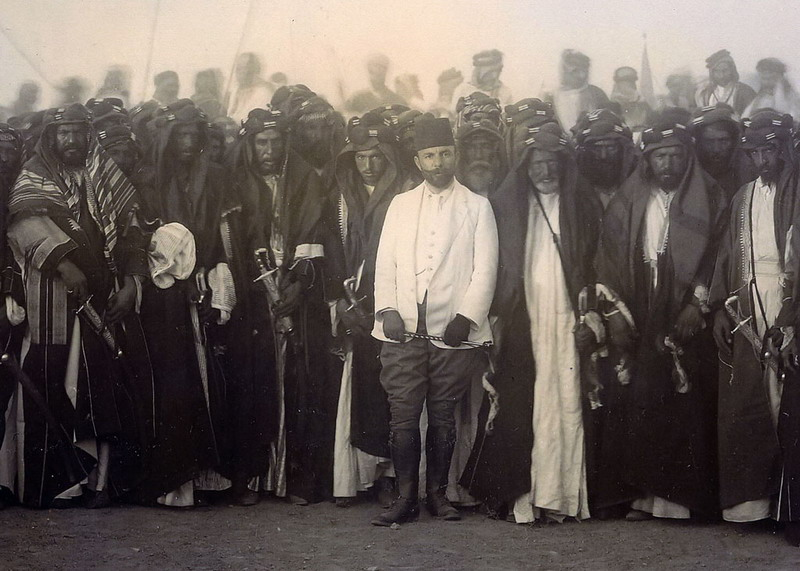
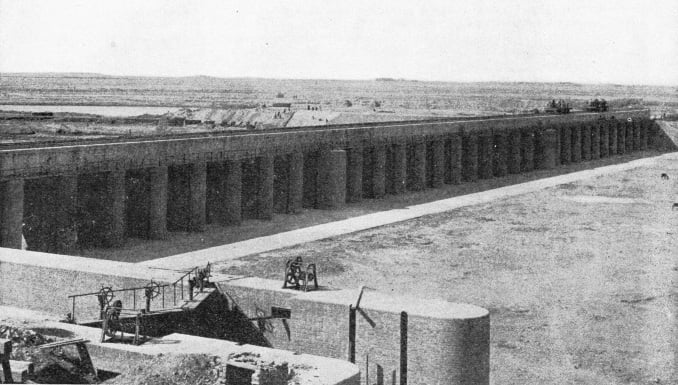
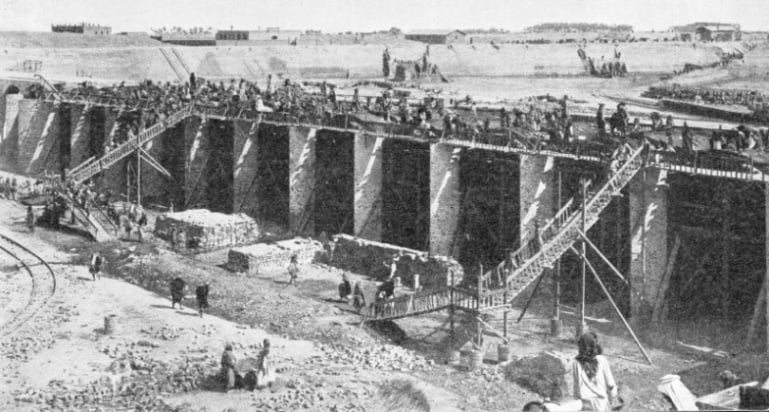